# Драгослав Йеврич
Драгослав Йеврич е сръбски футболист, вратар.

## Клубна кариера
Кариерата му започва във ФК Обилич. През 1995 е купен от Цървена Звезда. Изиграва за тях 70 мача. През 1999 е закупен от Холандския Витеес. Той е взет за заместник на Сандер Вестерфелд. През първия си сезон във Витеес изиграва 34 мача. През 2000/01 е резерва и не изиграва нито един мач. През следващия сезон Драгослав си връща титулярното място. През 2003/04 Йим ван Фесен изметва сърбинът от титулярното място. Йеврич изиграва 13 мача през сезона. През януари 2005 преминава в Анкараспор. Драгослав се бори за титулярно място с ганайския национал Ричард Кингстън. През 2007 тимът изпада, и Йеврич подписва с Макаби Тел Авив. В продължение на 2 сезона е неизменен титуляр. През 2010 е закупен от Макаби Ахи, а след 1/2 сезон там играе за кипърския Омония, но е резерва и почти не се появява на терена.

## Национален отбор
Драгослав е национал на Сърбия от 2002 до 2006. Участва на Мондиал 2006.